# Hana Kollarová
Hana Kollarová (* 8. Juli 1982) ist eine tschechische Badmintonspielerin. 

## Karriere
Hana Kollarová stand 2002 erstmals auf dem Podium bei den tschechischen Badmintonmeisterschaften, als sie Bronze im Damendoppel gemeinsam mit Martina Benešová gewinnen konnte. Weitere Medaillengewinne folgten bis 2012 fast in jährlichem Rhythmus, lediglich 2007 und 2009 blieb sie ohne Edelmetall. 2010 gewann sie ihren bisher einzigen nationalen Titel.